# Těžiště

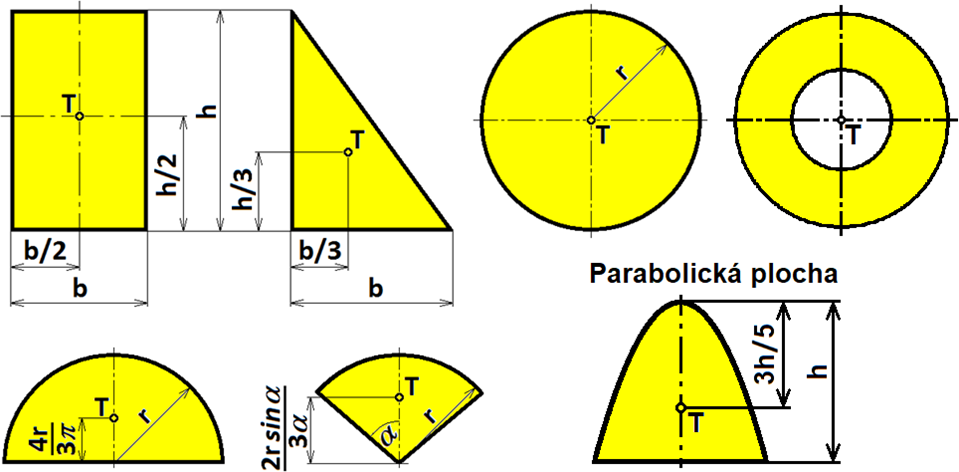
Poloha těžiště "T" některých rovinných ploch, za předpokladu že hustota ploch je konstantní

Těžiště (hmotný střed) je působiště tíhové síly působící na těleso. Ve skutečnosti je mezi pojmy těžiště a hmotný střed principiální rozdíl. Těžiště zavádíme jako působiště výslednice tíhových sil působících na jednotlivé části tělesa v tíhovém poli (nebo také můžeme říci, že je to bod, vůči němuž je výsledný moment působících tíhových sil nulový). Pojem těžiště tedy ztrácí význam v beztížném stavu. Hmotný střed je bod, který je pevně určen tvarem tělesa a rozložením hustoty. Nezávisí na přítomnosti vnějšího silového pole. V homogenním tíhovém poli (např. v těsné blízkosti zemského povrchu) oba pojmy splývají a velmi často se používají jako synonyma. V nehomogenním tíhovém poli je však nutno oba pojmy rozlišovat.
Těžiště je takový bod, že působení tíhové síly na něj má stejný účinek jako působení na celé těleso. Má-li být těleso podepřeno (nebo zavěšeno) v jednom bodě tak, aby tíhová síla byla vyrovnána, pak svislá těžnice musí procházet bodem podepření nebo závěsu.

## Určování polohy těžiště
- U stejnorodého geometrického pravidelného tělesa leží těžiště v jeho geometrickém středu (geometrickém těžišti).

- Těžiště leží v průsečíku těžnic při postupném zavěšení tělesa v nejméně dvou různých bodech.

- Výpočtem (jednotlivé souřadnice xT, yT, zT těžiště se počítají nezávisle na sobě):

{\displaystyle x_{T}={\frac {\int x\ dm}{m}}}, neboli podíl integrace x-ové souřadnice bodu tělesa podle hmotnosti pro celou hmotnost tělesa m (statický moment) a hmotnosti tělesa
nebo:
{\displaystyle x_{T}={\frac {\sum m_{i}x_{i}}{m}}}, kde mi je hmotnost i-té části tělesa, xi je poloha těžiště v i-té části, Σ představuje součet pro všechna i, m je hmotnost celého tělesa.
nebo vektorově:
{\displaystyle \mathbf {x_{T}} ={\frac {\sum m_{i}\mathbf {x_{i}} }{m}}}, kde mi je hmotnost i-té části tělesa, xi je vektor polohy těžiště v i-té části, Σ představuje součet pro všechna i, m je hmotnost celého tělesa.
Těžiště může ležet i mimo těleso (například v jeho dutině).
Jestliže spojíme dvě tělesa v jedno, bude jeho těžiště ležet na úsečce spojující těžiště obou částí.

## Odvození základní rovnice těžiště
Kroutící moment čili moment síly v bodě m1 vůči těžišti je roven m1g(xT − x1). 
Součin m1g je gravitační síla. 
Rozdíl (xT − x1) je délka ramena páky. 
g = gravitační zrychlení [m/s2]
m = hmotnost [kg]
x = souřadnice x [m]

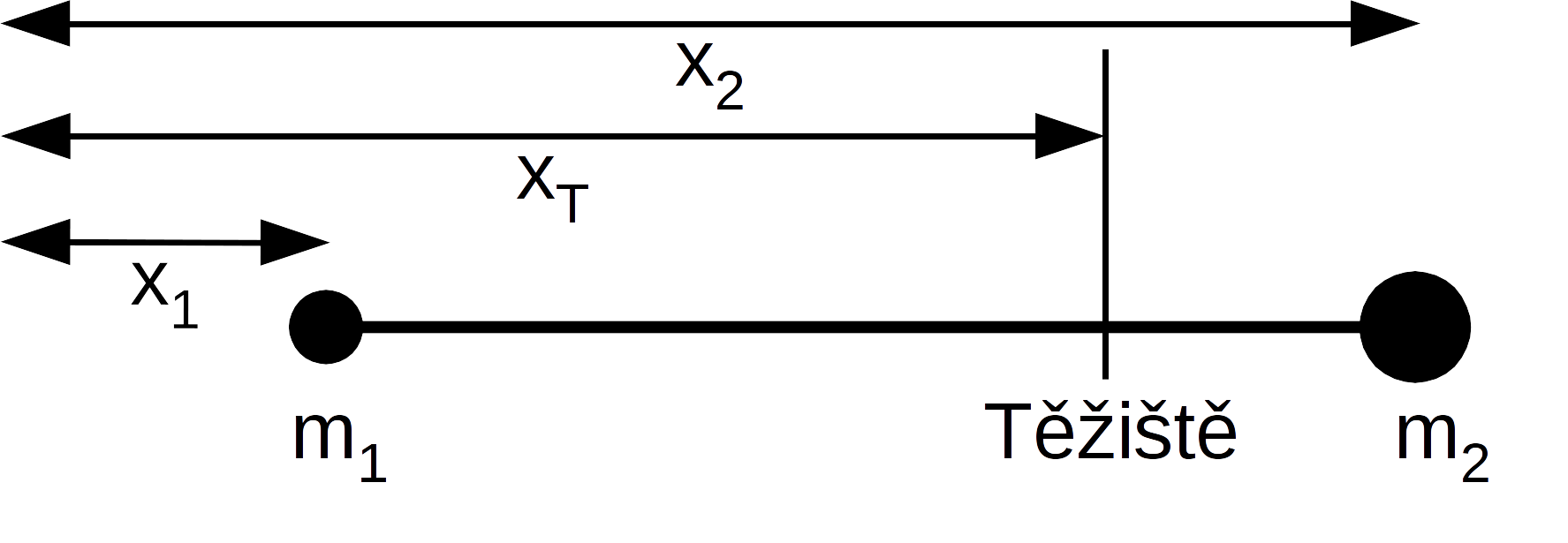
Těžiště je bod, kde se vyrovnávají kroutící momenty obou propojených hmotných bodů.Kroutící moment čili moment síly v bodě m_{1} vůči těžišti je roven m_{1}g(x_{T} − x_{1}). Součin m_{1}g je gravitační síla. Rozdíl (x_{T} − x_{1}) je délka ramena páky. g = gravitační zrychlení [m/s^{2}m = hmotnost [kg]x = souřadnice x [m]

Jestliže dva hmotné body jsou pevně propojeny, pak jejich těžiště leží na úsečce mezi nimi, kde se vyrovnávají jejich momenty sil (kroutící momenty čili síla krát poloměr otáčení), viz páka.
{\displaystyle {\begin{matrix}(x_{T}-x_{1})m_{1}g=(x_{2}-x_{T})m_{2}g\\x_{T}(m_{1}+m_{2})=x_{1}m_{1}+x_{2}m_{2}\\m=m_{1}+m_{2}\\x_{T}={\frac {x_{1}m_{1}+x_{2}m_{2}}{m}}={\frac {\sum m_{i}x_{i}}{m}}\end{matrix}}}
Všechny výše uvedené vztahy pro těžiště lze jednoduše odvodit z momentové rovnováhy sil. Tj. výpočet těžiště vyplývá také z Varignonovy věty (nazývaná také jako momentová věta či ve fyzice známá jako 2. věta impulsová), která zní „Algebraický součet statických momentů všech sil v soustavě k libovolně zvolenému momentovému středu je roven statickému momentu výslednice této soustavy k témuž středu.

## Barycentrum
Hmotný střed, kolem kterého obíhají kosmická tělesa na svých drahách, se nazývá barycentrum. U dvou těles stejné hmotnosti je barycentrum uprostřed spojnice jejich těžišť, u těles s výrazně rozdílnou hmotností leží barycentrum uvnitř hmotnějšího tělesa. Barycentrum leží vzhledem k poměru hmotnosti obou těles na spojnici Měsíc–Země asi 1700 km pod zemským povrchem. Barycentrum sluneční soustavy je při rovnoměrnějším rozložení planet uvnitř Slunce, v jiné roky zase vně.

## Těžiště člověka a živých tvorů

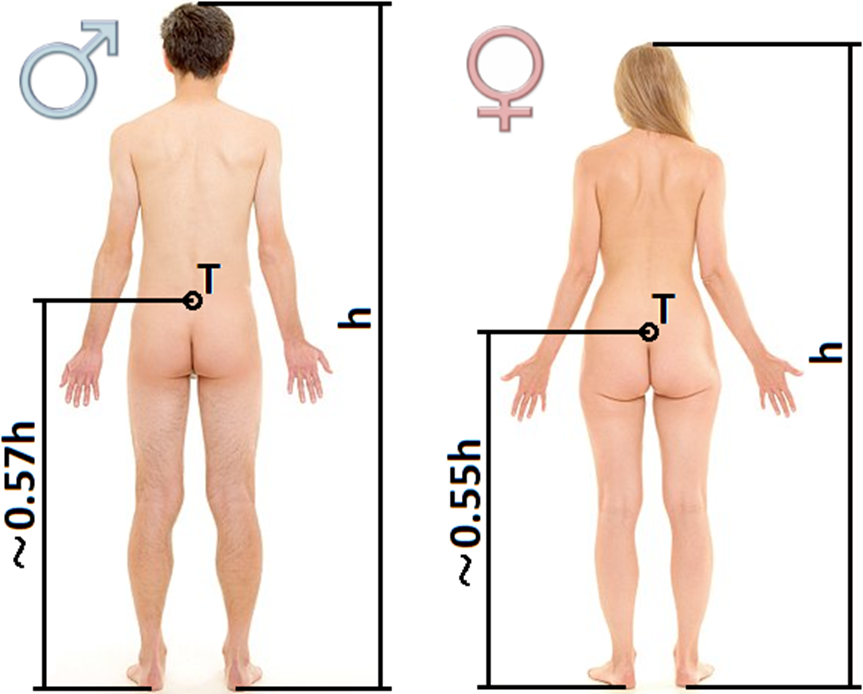
Poloha těžiště člověka v závislosti na jeho tělesné výšce při základním anatomickém postoji

Poloha těžiště těla člověka nebo živých tvorů je obecně proměnlivá v závislosti na pohybu člověka a jeho segmentů, na okamžitém množství přijaté či vyloučené potravy atp.

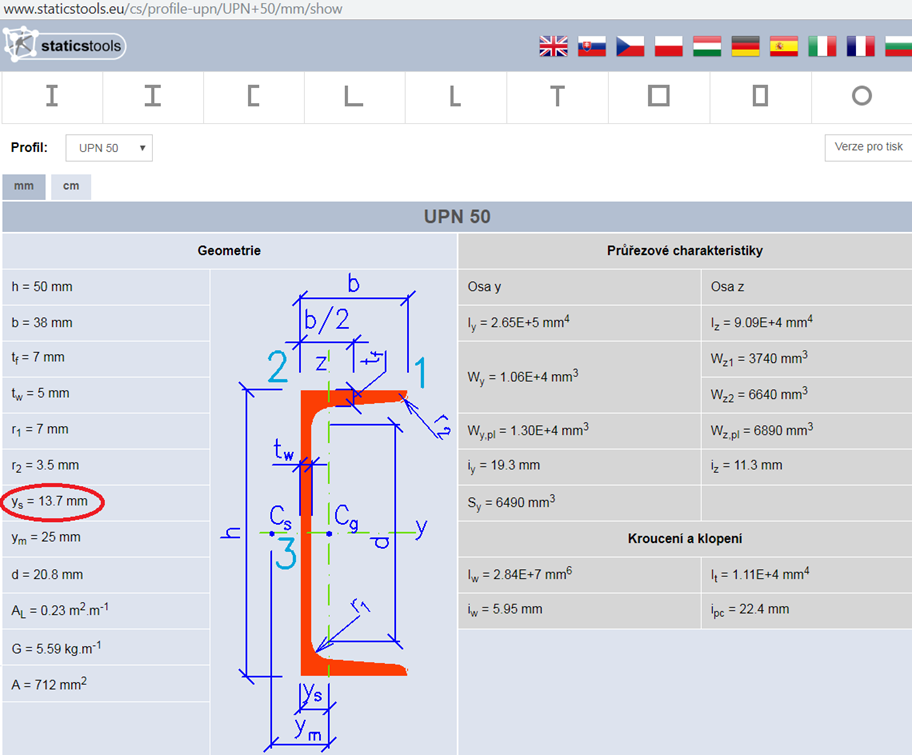
tabulky technických profilů (profil UPN 50, těžiště plochy průřezu profilu je ve vzdálenosti ys=13.7 mm.